# Albert Charpentier
Pour les articles homonymes, voir Charpentier (homonymie).
Albert Charpentier, né à Paris le 18 décembre 1878 et mort à Genève le 7 aout 1951, est un peintre français.

## Biographie
Albert Charpentier naît le 18 décembre 1878 à Paris.
Élève de Jean-Léon Gérôme, de Fernand Cormon et de Marcel Baschet, il est peintre de genre et de portraits, membre de la Société des artistes français (1899).
Il obtient une mention honorable en 1904, une médaille de 3e  en 1905 et une bourse de voyage la même année.
Albert Charpentier remporte une médaille de 2e classe au Salon des artistes français en 1910. 
Plusieurs ouvrages le font disparaître en 1916 lors de la Première Guerre mondiale,. Il meurt en réalité à Genève en Suisse en 1951.

## Publication
- Léon Lehmann, Paris, Floury Éditeur, 1936.